# 菊地よしみ
菊地 よしみ（きくち よしみ、1951年 - ）は、日本の翻訳家、東京大学文学部仏文科卒。

## 翻訳
- 『盗まれた花』（Stolen flower、フィリップ・カルロ、早川書房） 1988
- 「私立探偵ジョン・カディ」シリーズ（ジェレマイア・ヒーリイ、早川書房）
『つながれた山羊』（The Staked Goat） 1988
『死の跳躍』（Swan Dive） 1991
『ニュースが死んだ街』（Yesterday's News） 1992
『死を選ぶ権利』（Right to Die） 1994
『別れの瞳』（Shallow Graves ） 1995
『湖畔の四人』（Foursome） 1996
- 『黄昏に燃えて』（ウィリアム・ケネディ（英語版）、ハヤカワ文庫） 1988
- 「保険調査員ディヴ・ブランドステッター」シリーズ（ジョゼフ・ハンセン、早川書房）
『早すぎる埋葬』（Early Graves） 1989
『服従の絆』（Obedience ） 1991
- 『アルバトロスの血』（Blood of the Albatross、リドリー・ピアスン、ハヤカワ文庫NV） 1990
- 『ヤンキー・グリーン爆破時刻』上・下（The Seizing of Yankee Green Mall、リドリー・ピアスン、ハヤカワ文庫NV） 1991
- 『鷲たちの黄昏』（The Murder of Frau Schutz、J・マディスン・デイヴィス、早川書房） 1991
- 『サクセス・ストーリーズ』（Success Stories、ラッセル・バンクス、宮本美智子共訳、早川書房） 1991
- 『ザ・プレイヤー』（The Player、マイクル・トルキン、ハヤカワ文庫NV） 1992
- 『予備審問』（Probable Cause、リドリー・ピアスン、ハヤカワ文庫NV） 1992
- 『愚か者の戦場』上・下（Year of the Monkey、ロナルド・アーゴウ、ハヤカワ文庫NV） 1993
- 『グッドマン・イン・アフリカ』（A Good Man in Africa、ウィリアム・ボイド、ハヤカワ文庫NV） 1994
- 『メアリー、ドアを閉めて』（ロバート・J・ランディージ、マリリン・ウォレス編、菊地よしみ他訳、扶桑社ミステリー、PWA+シスターズ・イン・クライム傑作選1） 1995
- 『獲物』（Voodoo, Ltd.、ロス・トーマス、早川書房、The Mysterious Press） 1995
- 『欺かれた男』（Ah, Treachery、ロス・トーマス、早川書房、The Mysterious Press） 1996
- 『ボヘミアン・ハート』（Bohemian Heart、ジェイムズ・ダレッサンドロ、ハヤカワ文庫、ミステリアス・プレス文庫） 1996
- 『ワンダー・ボーイズ』（Wonder Boys、マイケル・シェイボン、早川書房） 1997 　のちハヤカワ文庫NV
- 『ナイト・ドッグズ』上・下（Night Dogs、ケント・アンダースン、ハヤカワ文庫NV） 1998
- 「ドク・フォード」シリーズ（ランディ・ウェイン・ホワイト、ハヤカワ文庫、ミステリアス・プレス文庫）
- 『波間に消えた叫び』（Captiva） 1998
- 『サントーヤ家の秘宝』（North of Havana） 1999
- 「アウトロー探偵バーク」シリーズ（アンドリュー・ヴァクス、ハヤカワ・ミステリ文庫）
『セーフハウス』（Safe House） 2000
『クリスタル』（Choice of Evil） 2001
- 『グッド・パンジイ』（Dead and Gone） 2003
- 『フレッシュアワー氏の蝋管』（The Freshour Cylinders、スピア・モーガン、ハヤカワ文庫NV） 2000
- 『カヴァリエ&クレイの驚くべき冒険』（The Amazing Adventures of Kavalier & Clay、マイケル・シェイボン、早川書房） 2001
- 『悩める狼男たち』（Werewolves in Their Youth 、マイケル・シェイボン、早川書房） 2002
- 『かげろう』（Le garçon aux yeux gris、ジル・ペロー、早川書房） 2003
- 『嫉妬』（L'occupation、アニー・エルノー、堀茂樹共訳、早川書房） 2004
- 『激震』（1906、ジェイムズ・ダレッサンドロ、早川書房） 2004
- 『ポンペイの四日間』（Pompeii、ロバート・ハリス、ハヤカワ文庫NV） 2005
- 『軌道離脱』（Orbit、ジョン・J・ナンス、ハヤカワ文庫NV） 2007
- 『デビルを探せ』（Speak of the Devil、リチャード・ホーク、ハヤカワ・ミステリ文庫） 2007
- 『震えるスパイ』（Restless、ウィリアム・ボイド、ハヤカワ文庫NV） 2008